# 보안처분
| |
| 형법 刑法 |
| 형법학 · 범죄 · 형벌 죄형법정주의 |
| 범죄론 |
| 구성요건 · 실행행위 · 부작위범 간접정범 · 미수범 · 기수범 · 중지범 불능범 · 상당인과관계 고의 · 고의범 · 착오 과실 · 과실범 공범 · 정범 · 공동정범 공모공동정범 · 교사범 · 방조범 |
| 항변 |
| 위법성조각사유 · 위법성 · 책임 · 책임주의 책임능력 · 심신상실 · 심신미약 · 정당행위 · 정당방위 · 긴급피난 · 오상방위 · 과잉방위 · 강요된 행위                                     |
| 죄수 |
| 상상적 경합 · 연속범 · 병합죄 |
| 형벌론 |
| 사형 · 징역 · 금고 벌금 · 구류 · 과료 · 몰수 법정형 · 처단형 · 선고형 자수 · 작량감경 · 집행유예                                                                                  |
| 대인범죄 |
| 폭행죄 · 상해치사죄 · 절도죄 |
| 성범죄 · 성매매알선 · 강간죄 |
| 유괴 · 과실치사상죄 · 살인죄 |
| 대물범죄 |
| 손괴죄 · 방화죄 |
| 절도죄 · 강도죄 · 사기죄 |
| 사법절차 방해죄 |
| 공무집행방해죄 · 뇌물죄 |
| 위증죄 · 배임죄 |
| 미완의 범죄 |
| 시도 · 모의 · 공모 |
| 형법적 항변 |
| 자동증, 음주 & 착오 |
| 정신 이상 · 한정책임능력 |
| 강박 · 필요 |
| 도발 · 정당방위 |
| 다른 7법 영역 |
| 헌법 · 민법 · 형법 |
| 민사소송법 · 형사소송법 · 행정법 |
| 포털: 법 · 법철학 · 형사정책 |
| v • d • e • h |

보안처분(保安處分)은 범죄자가 범죄를 재발하는 것을 막기 위하여 형벌대신 교육이나 보호를 하는 형사처분이다.

## 형벌과 구별
형벌은 행위책임을 전제로 책임주의의 범위 내에서만 과하여지나, 보안처분은 행위자의 위험성을 전제로 특별예방의 관점에서 과하여진다. 그리고 형벌은 과거의 행위에 대한 사회윤리적 비난으로서 제재임에 반하여, 보안처분은 장래의 범죄를 예방하기 위한 예방적 제재이다.

## 보안처분의 종류
- 치료감호처분 - 정신병자, 신경쇠약자, 히스테리환자, 농아자 등과 같이 책임능력의 결함상태에 있어 형벌의 효과를 기대하기 어렵거나, 재범의 우려가 있는 자에게 무기한 또는 치료될 때까지 일정시설에 수용하는 보안처분이다.
- 교정처분 - 알코올중독자 또는 마약중독자를 일정기간 교정소 또는 금단시설에 수용하여 이러한 습벽을 치료하는 보안처분이다.
- 보호감호처분 - 사상범, 상습범, 누범의 위험성이 있는 강력범 등이 자유형의 집행종료후에도 다시 범죄를 반복할 우려가 있는 경우에 특별한 시설에 수용하는 보안처분이다.
- 노동시설수용처분 - 부랑자, 걸인, 매춘부 등 노동혐기로 인하여 상습적으로 범죄를 저지르는 자에 대하여 형을 선고하는 경우 이와 동시에 이들을 노동소에 수용하여 일정한 작업에 종사하게 하는 보안처분이다.
- 사회치료처분 - 인격장애가 있는 누범자, 성적 충동범인 등 범죄성 정신병자에 대하여 인격의 장애를 제거하기 위하여 각종 사회치료시설에 수용하는 보안처분이다.

## 판례
- 형벌에 관한 죄형법정주의나 일사부재리 또는 법률불소급의 원칙은 보안처분에 그대로 적용되지 않는다.[1]
- 소년법 제32조 보호처분을 받은 사건과 동일한 사건에 관해 다시 공소제기 할 수 없다.[2]
- 개정 형법 제62조 제1항에 의하면 형의 집행을 유예하는 경우에는 보호관찰을 받을 것을 명할 수 있는데, 그에 관하여 반드시 행위 이전에 규정되어 있어야 하는 것은 아니며, 재판시의 규정에 의하여 보호관찰을 받을 것을 명할 수 있다.[3]
- 특정 성폭력범죄자에 대한 위치추적 전자장치 부착에 관한 법률에 의한 전자감시제도는 성폭력범죄자의 재범방지와 성행교정을 통한 재사회화를 위하여 그의 행적을 추적하여 위치를 확인할 수 있는 전자장치를 신체에 부착하게 하는 부가적인 조치를 취함으로써 성폭력범죄로부터 국민을 보호함을 목적으로 하는 일종의 보안처분이다.[4]
- 특정 범죄자에 대한 위치추적 전자장치 부착 등에 관한 법률 제5조 제3항에 규정된 '살인범죄를 다시 범할 위험성'이란 재범할 가능성만으로는 부족하고 피부착명령청구자가 장래에 다시 살인범죄를 범하여 법적 평온을 깨뜨릴 상당한 개연성이 있음을 의미하며, 이러한 판단은 판결시를 기준으로 하여야 한다[5]
- 형벌과 치료감호처분은 신체의 자유를 박탈하는 수용처분이라는 점에서 유사하기는 하나 그 본질과 목적 및 기능에 있어서 서로 다른 독자적 의의를 가진 제도인 바, 명시적인 배제조항 등이 없는 이상 어느 한 쪽의 적용 대상이라는 이유로 다른 쪽의 적용 배제를 주장할 수 없는 것이다[6]
- 형법 제62조의2의 규정에 의하여 형의 집행을 유예하는 경우에 명하는 사회봉사명령은 형벌 그 자체가 아니라 보안처분의 성격을 가진다[7].

## 같이 보기
- 대한민국 형법 제62조의2